# آدروپین
آدروپین (انگلیسی: Adropin) یک پروتئین است که توسط ژن مرتبط با هموستاز انرژی (ENHO) در انسان کدگذاری می‌شود و در میان پستانداران به شدت محافظت شده است. نقش بیولوژیکی آدروپین برای اولین بار توسط تیم اندرو باتلر در موش‌ها توصیف شد. این پروتئین به عنوان یک هورمون کبدی (هپاتوکین) شناسایی شد که از کبد ترشح شده و نقشی در چاقی و هموستاز انرژی ایفا می‌کند. نام "آدروپین" از کلمات لاتین "aduro" به معنای "به آتش کشیدن" و "pinguis" به معنای "چربی" گرفته شده است. آدروپین در بافت‌های مختلفی مانند کبد، مغز، قلب و دستگاه گوارش تولید می‌شود.
در حیوانات، آدروپین تنظیم‌کننده متابولیسم کربوهیدرات و لیپید است و بر عملکرد اندوتلیال تأثیر می‌گذارد. بیان این پروتئین در کبد تحت تأثیر وضعیت تغذیه، محتوای درشت‌مغذی‌ها و ساعت زیستی قرار دارد. همچنین، بیان آدروپین کبدی توسط استروژن از طریق گیرنده آلفای استروژن (ERα) افزایش می‌یابد. در انسان، سطوح پایین آدروپین در گردش خون با شرایط پزشکی مختلفی از جمله سندرم متابولیک، چاقی و بیماری التهابی روده مرتبط است. علاوه بر این، بیان آدروپین در مغز در بالاترین سطح قرار دارد و ممکن است نقش محافظتی در برابر بیماری‌های عصبی، پیری مغز، زوال شناختی و ایسکمی حاد داشته باشد.
گیرنده پیشنهادی برای آدروپین، گیرنده یتیم GPR19 است، اما هنوز به‌طور کامل شناسایی نشده است و این موضوع یکی از زمینه‌های فعال تحقیقاتی است. آدروپین پروتئینی کوچک متشکل از ۷۶ آمینواسید است که به‌طور اولیه در کبد و مغز تولید می‌شود. پیش‌ساز آدروپین یک پروتئین بزرگ‌تر به نام «مرتبط با هموستاز انرژی» (ENHO) است که آدروپین از طریق برش این پروتئین آزاد می‌شود.
یکی از زمینه‌های مهم تحقیقاتی در مورد آدروپین نقش آن در تنظیم متابولیسم است. تحقیقات نشان می‌دهند که آدروپین ممکن است نقش حیاتی در متابولیسم گلوکز و لیپید ایفا کند. ارتباط آن با حساسیت به انسولین نیز نشان‌دهنده نقش احتمالی آن در تنظیم سطح قند خون است. در مطالعات حیوانی، تغییرات در سطوح آدروپین با تغییرات در مصرف انرژی و وزن بدن مرتبط بوده است. به عنوان مثال، موش‌هایی با سطوح بالای آدروپین به چاقی ناشی از رژیم غذایی مقاوم‌تر بوده‌اند.
آدروپین همچنین اثرات قلبی-عروقی دارد و در تنظیم عملکرد اندوتلیال نقش دارد که برای حفظ سلامت عروق خونی حیاتی است. اختلال در سلول‌های اندوتلیال می‌تواند به شرایطی مانند تصلب شرایین و فشار خون بالا منجر شود. برخی مطالعات نشان می‌دهند که آدروپین ممکن است نقش محافظتی در سلامت قلب و عروق ایفا کند، از جمله با بهبود گشاد شدن عروق خونی و کاهش استرس اکسیداتیو. در مطالعات حیوانی، آدروپین متابولیسم انرژی قلب را تنظیم کرده و عملکرد و کارایی قلب را بهبود بخشیده است.